# 李美英 (演员)
李美英（韓語：이미영，1961年3月16日—），韓國女演員，1979年MBC演員培訓班第10期。

## 演出作品

### 電視劇
- 1981年：MBC《女人列傳－張禧嬪》飾演 貴人金氏
- 1996年：KBS《顏色》第1話 白色
- 2001年：SBS《守護天使》
- 2002年：MBC《危機男子》
- 2003年：SBS《二十歲》
- 2003年：KBS《黃手帕》
- 2003年：SBS《千年之愛》
- 2004年：SBS《峇里島的日子》飾演 仁旭的媽媽
- 2004年：MBC《花溪村的人們》
- 2004年：MBC《想結婚的女子》飾演 朴詩鳳
- 2005年：MBC《悲傷戀歌》飾演 黃敏菁
- 2005年：SBS《流行70》
- 2005年：KBS《故鄉站》
- 2005年：SBS《嫁給百萬富翁》飾演 具貞善
- 2006年：MBC《狼》
- 2006年：KBS《首爾1945》
- 2006年：KBS《家有七公主》
- 2006年：KBS《葡萄園裏的那男子》飾演 崔郁淑
- 2006年：KBS《白雲階梯》飾演 允熙的母親
- 2006年：MBC《幻想的情侶》飾演 禹啟秀
- 2007年：KBS《幸福的女人》飾演 秉九的母親
- 2007年：MBC《狗和狼的時間》飾演 明愛
- 2007年：SBS《大老婆的反擊》飾演 傅芬子
- 2007年：SBS《說客》
- 2008年：SBS《風之畫師》飾演 木桂月
- 2008年：MBC《愛你，別哭》
- 2009年：KBS《青春禮讚》
- 2009年：KBS《即使恨也要再愛一次》
- 2009年：SBS《愛你千萬次》飾演 朴愛朗
- 2010年：MBC《蒲公英家族》飾演 李必南
- 2011年：KBS《荊棘鳥》飾演 順琴
- 2011年：MBC《千次的吻》飾演 吳福珠
- 2012年：MBN《可疑的家族》飾演 張仁淑
- 2012年：KBS《海雲臺戀人們》飾演 李世兆的妻子
- 2013年：SBS《你的女人》飾演 馬帕順
- 2013年：KBS《漂亮男人》飾演 李末子
- 2014年：tvN《急診男女》飾演 趙陽子
- 2014年：SBS《心情好的日子》飾演 金新愛
- 2014年：MBC《媽媽的庭院》飾演 慈卿母（客串）
- 2014年：MBC《Mr.Back》飾演 高貞淑
- 2015年：SBS《華麗的鄰居》飾演 羅正芬
- 2016年：SBS《我們的甲順》飾演 申末年
- 2016年：SBS Plus《有夫之婦的誕生》飾演 哲秀的母親
- 2019年：KBS《我世上最漂亮的女兒》飾演 朴慶熙
- 2020年：tvN《外出》飾演 友哲的母親
- 2021年：KBS《基督山小姐》飾演 尹礎心
- 2021年：KBS《Okay！光姐妹》飾演 金英熙
- 2022年：KBS《瘋狂愛上你》飾演 孔女士
- 2023年：KBS2《優雅的帝國》飾演 禹英蘭

### 電影
- 2003年：《瑪德琳蛋糕》
- 2007年：《香草》
- 2019年：《天衣無縫的她（朝鲜语：감쪽같은 그녀）》飾演 超市奶奶

## 外部連結
- NAVER （页面存档备份，存于）
- Lee Mi-young在互联网电影资料库（IMDb）上的資料（英文）
- Lee Mi-young在互联网电影资料库（IMDb）上的資料（英文）
- Lee Mi-young在互联网电影资料库（IMDb）上的資料（英文）